# Pyrenula tenuisepta
Pyrenula tenuisepta är en lavart som beskrevs av R. C. Harris. Pyrenula tenuisepta ingår i släktet Pyrenula och familjen Pyrenulaceae.   Inga underarter finns listade i Catalogue of Life.